# 発明家
発明家（はつめいか、inventor）は、一般に発明を行う個人を指す。また、狭義では、その中でも特に、組織に属さず個人で発明を行う者（いわゆる個人発明家）を指す場合や、後世に多大な影響を与えた重要な発明を行った者を指す場合もある。

## 個人で発明を行う者
企業や大学、研究所等の組織に属さず、個人で発明活動を行う者は、「個人発明家」と呼ばれる。
特許を利用して収入を得る方法としては、主として、特許を使った製品を自分で生産・販売する方法（自己実施）と、他者に特許を実施させてライセンス料を得る方法とがある。個人発明家は、通常、生産設備を持っていないので、ライセンスによって収入を得る場合が多い。レメルソン特許で有名な米国の発明家、ジェローム・ハル・レメルソンは、その代表的な例である。
その一方で、自分の発明や特許をもとに起業し、製品を生産・販売する例もある。後述するトーマス・エジソンはその代表例といえる。
一般的にライセンスによって得られる収入は限られている上、特許権は一定の期間しか認められず、しかも、その期間内でも技術が古くなって使われなくなることも多いため、一つの特許のライセンス料だけで長期的に生計は立てることは難しい。このため、個人発明家は、日々さまざまな工夫をこらし複数の特許権獲得を目指して活動するのが一般的である。また、他に副業を持っている場合や、本業を他に持ち、副業や趣味として発明を行う場合も多い。さらに、名誉や社会への貢献を重視して、発明により収入を得ることを目的としない場合や、特許を取得しない場合もある。
真に独創的なもの、有用なものを発明していると言えるのか疑わしいと外部から評価される人物が、自らを発明家と名乗る場合には、第三者からは「自称発明家」と評されることもある。

## 重要な発明を行った者
発明の独創性が際立ち、世の中に大きな貢献をしたと評価される場合に、その発明を行った個人を発明家と呼ぶことがある。また、評価された発明が、企業や大学、研究所等の組織での研究開発活動によるものであっても、その発明に大きな貢献をした個人又はグループを特定できる場合には、その人を発明家と呼ぶことがある。
このように重要な発明を行った者を発明家と呼ぶ例としては、特許庁が選定した日本の十大発明家等がある。また、平賀源内は、その当時の日本には発明や特許という概念はなかったが、日本の歴史の中で数少ない天才、または異才の人として発明家と呼ばれる。

### 発明王
特に抜きん出た質・量の発明を作り出す者を、日本語では「発明王」（はつめいおう）と呼ぶ。この表現は英語では一般的ではない。発明王の代表的な例は、アメリカ合衆国のトーマス・エジソンである。エジソンは、技術的に全く新しいものを作り出したことではなく、いままで発明された技術を組み合わせて、真に人々に役立つものに昇華させた貢献が大きいと評価されている。

エジソンは、自身の発明を20世紀初頭の米国における新たな産業へと結びつけたこと、その結果として多くの人々の日常生活に影響を与え大きな貢献をしていること、でも評価されている。